# Maika (luchadora)
Maika (en japonés: マイカ, Maika) (Fukuoka, 24 de marzo de 1998) es una luchadora profesional japonesa de la promoción World Wonder Ring Stardom.

## Carrera profesional

### Circuito independiente (2019–presente)
Maika debutó en la lucha libre profesional en TAKA & Taichi Produce TAKATaichiMania II, un evento producido por Takao Yoshida y Taichi Ishikari en la escena independiente japonesa el 7 de mayo de 2019, donde consiguió una victoria sobre Mima Shimoda.

#### New Japan Pro Wrestling (2021)
Maika formó parte de la serie de combates de exhibición para promocionar el talento femenino organizada por New Japan Pro Wrestling. En la segunda noche del Wrestle Kingdom 15, hizo equipo con sus compañeras de stable Himeka y Natsupoi en un esfuerzo perdedor ante Queen's Quest (AZM, Saya Kamitani y Utami Hayashishita) como resultado de un combate por equipos de seis mujeres. En la primera noche del Wrestle Grand Slam en el MetLife Dome del 4 de septiembre donde hizo equipo con Lady C en un esfuerzo perdedor nuevamente contra Queen's Quest (Saya Kamitani y Momo Watanabe).

#### World Wonder Ring Stardom (2020-presente)
Maika se unió a la promoción de World Wonder Ring Stardom tras desafiar sin éxito a Utami Hayashishita por el Future of Stardom Championship en JTO Hatsu, un show programado por Professional Wrestling Just Tap Out y celebrado el 14 de enero de 2020. Giulia fue quien la reclutó en el recién nacido stable Donna Del Mondo. En Stardom 10th Anniversary, del 17 de enero de 2021, retó sin éxito a Utami Hayashishita por el World of Stardom Championship. En la décima noche del evento Stardom New Year Stars 2021, del 20 de febrero, compitió en un battle royal de 20 mujeres en el que también participaron Mayu Iwatani, Bea Priestley, Tam Nakano, Unagi Sayaka y otras.
Es conocida por competir en varios eventos de la promoción. En el 10th Anniversary of Stardom del 3 de marzo de 2021, formó equipo con Himeka para defender con éxito el Goddess of Stardom Championship contra Oedo Tai (Natsuko Tora y Saki Kashima). En el Stardom Yokohama Dream Cinderella 2021 del 4 de abril, ella y Himeka cedieron los títulos a sus compañeras del stable Donna Del Mondo Giulia y Syuri Kondo. En el Stardom Cinderella Tournament 2021, Maika derrotó a Konami en las primeras rondas del 10 de abril, a Giulia en la segunda ronda del 14 de mayo, pero cayó ante Saya Kamitani en la final del 12 de junio.
En el Yokohama Dream Cinderella 2021 in Summer, el 4 de julio, compitió en un combate por equipos Gauntlet formando equipo con Lady C, desafiando sin éxito a Oedo Tai (Konami y Fukigen Death), Hanan y Hina, y Oedo Tai (Saki Kashima y Rina). También formó parte del Stardom 5 Star Grand Prix 2021, donde compitió en el Bloque B. En el Stardom 10th Anniversary Grand Final Osaka Dream Cinderella, que tuvo lugar el 9 de octubre de 2021, Maika formó equipo con Himeka y Natsupoi para defender el Artist of Stardom Championship contra Queen's Quest (Momo Watanabe, AZM y Saya Kamitani). En la edición 2021 de la Goddesses of Stardom Tag League, Maika formó equipo con Syuri como "Ponytail and Samurai Road" y lucharon en el bloque "Blue Goddess", donde consiguieron un total de 6 puntos tras enfrentarse a los equipos de MOMOAZ (AZM y Momo Watanabe), BlueMarine (Mayu Iwatani y Rin Kadokura), Kurotora Kaidou (Starlight Kid y Ruaka), Dream H (Tam Nakano y Mina Shirakawa) y C Moon (Lady C y Waka Tsukiyama).
Maika compitió en Stardom Super Wars, una trilogía de eventos que comenzó el 3 de noviembre de 2021 con el show de Kawasaki Super Wars, donde cayó contra Mina Shirakawa y Saya Kamitani en un combate a tres bandas. En Tokio Super Wars, el 27 de noviembre, desafió sin éxito a Utami Hayashishita por el World of Stardom Championship, y en Osaka Super Wars el 18 de diciembre, formó equipo con sus compañeras del trío "MaiHimePoi", Himeka y Natsupoi, y ganaron un torneo de 10 millones de yenes al derrotar a Marvelous (Takumi Iroha, Rin Kadokura y Maria) en las semifinales y a Stars (Mayu Iwatani, Hazuki y Koguma) en la final como resultado de un combate por equipos de seis mujeres. Ambos combates fueron también por los títulos Artist of Stardom, que defendieron con éxito dos veces en una misma noche. En el Stardom Dream Queendom del 29 de diciembre de 2021, Maika volvió a formar equipo con Himeka y Natsupoi para defender con éxito los títulos de Artist of Stardom contra Cosmic Angels (Mina Shirakawa, Unagi Sayaka y Mai Sakurai).
En el evento Stardom Nagoya Supreme Fight del 29 de enero de 2022, Maika formó equipo con Himeka y desafió sin éxito a FWC (Hazuki y Koguma) por el Goddess of Stardom Championship.

## Campeonatos y logros
- World Wonder Ring Stardom
  - World of Stardom Championship (1 vez)
  - Future of Stardom Championship (1 vez)
  - Artist of Stardom Championship (2 veces) – con Giulia y Syuri (1)[23] Himeka Arita y Natsupoi (1)
  - Goddess of Stardom Championship (1 vez) – con Himeka Arita[24]